# 爆炒

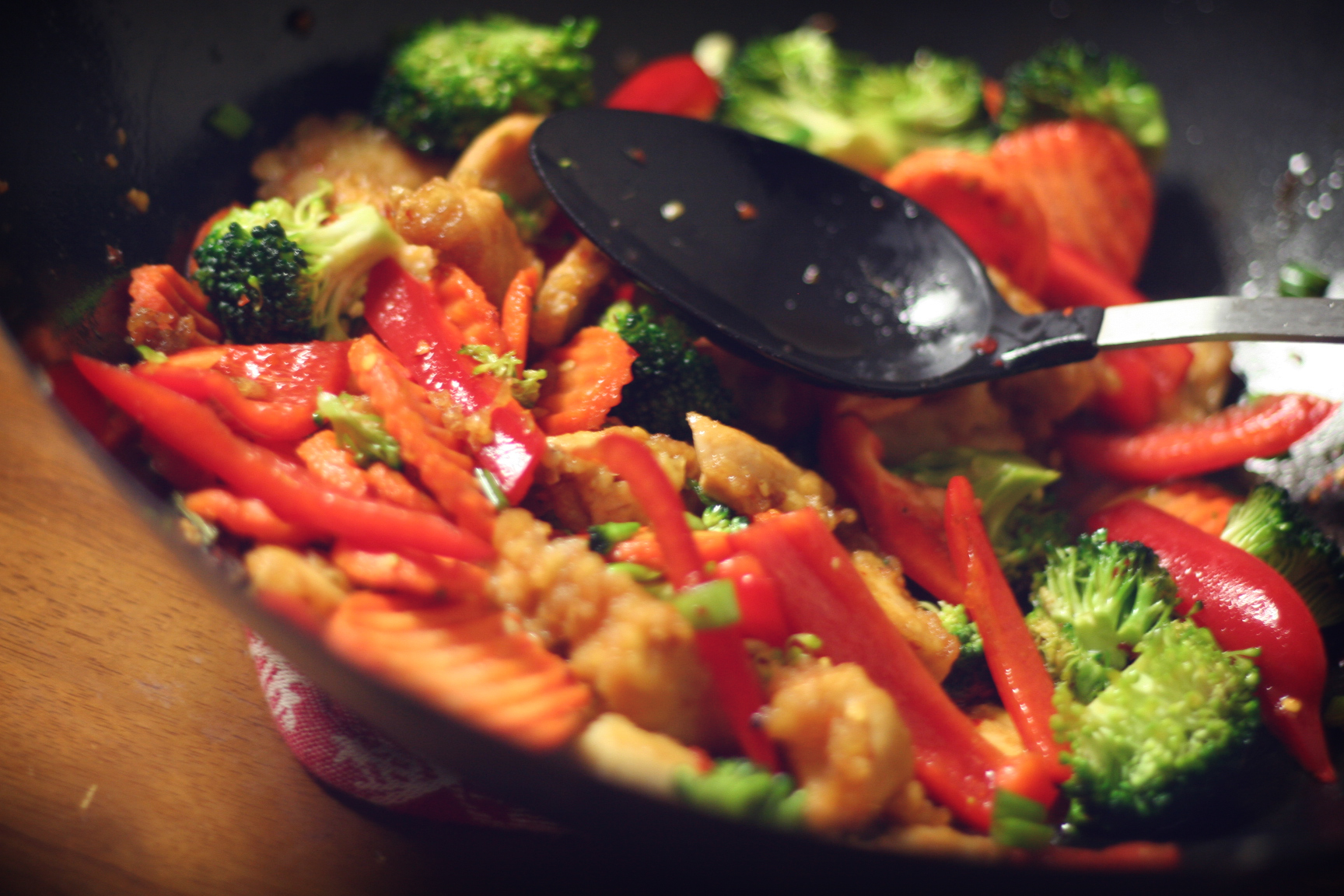
爆炒雞丁

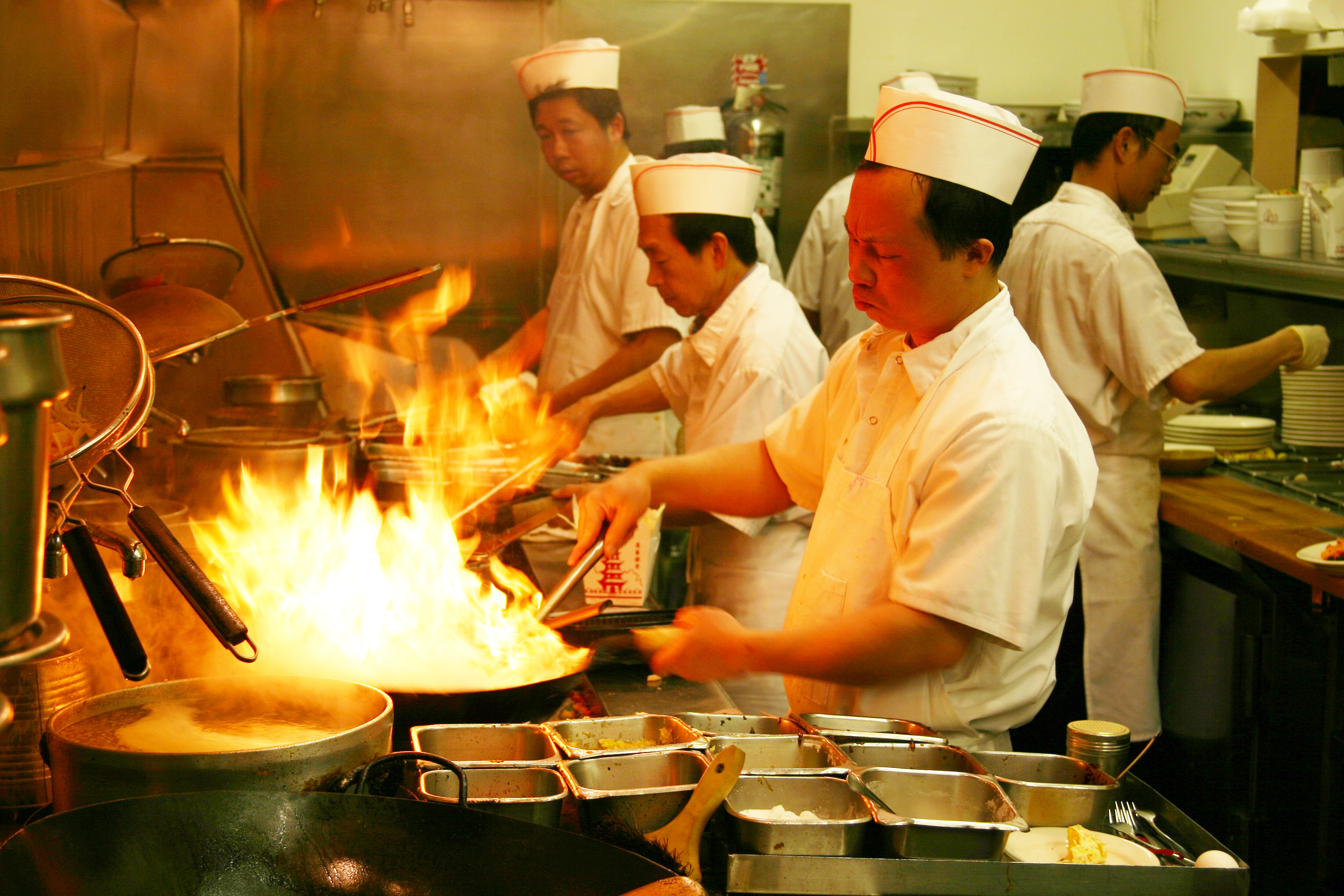
炒菜中的廚師

爆炒是烹饪方法中炒的一种。指的是使用小块脆嫩原料，先在油锅用旺火快速加热至断生，捞出后加辅料、调料急炒。按使用的辅料不同又可分为酱爆（用黄酱或甜面酱）、葱爆（用大葱或香葱）、芫爆（用芫荽）、辣爆（用辣椒）、清爆等。如酱爆肉丁、葱爆羊肉、芫爆肚丝、辣爆鸡胗等。